# イオンもりの里店
イオンもりの里店（イオンもりのさとてん）は、石川県金沢市もりの里にあるイオンリテール株式会社が運営・管理するショッピングセンター。

## 概要
1994年5月3日にジャスコ運営の「ジャスコ杜の里店」として開店し、杜の里地区のほぼ中心に位置している。

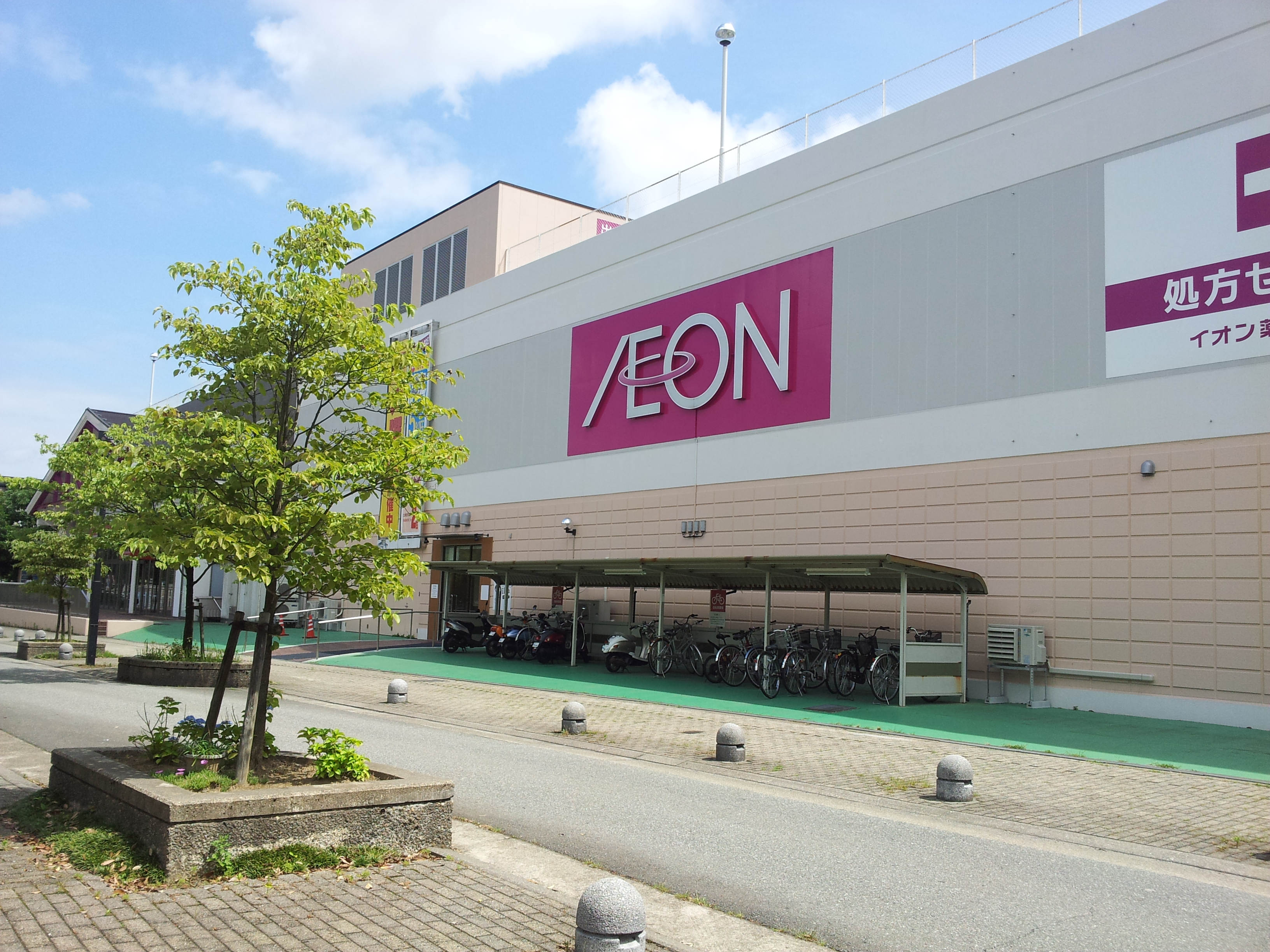
マクドナルド側入口

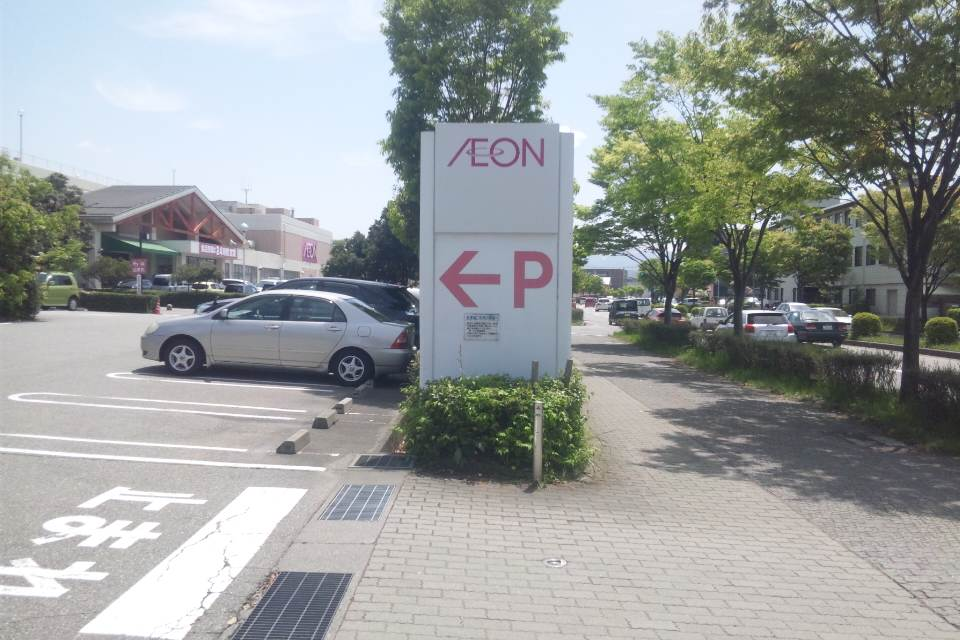
駐車場入り口ミニ看板
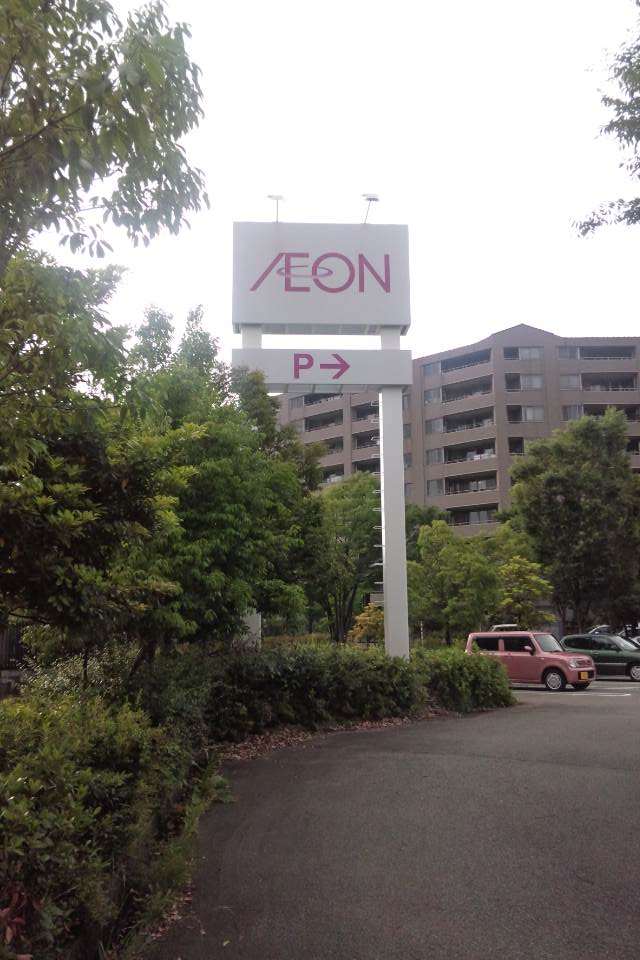
駐車場入り口看板

## 沿革
- 1994年（平成6年）5月3日 - ジャスコ運営の「ジャスコ杜の里店」としてオープン。
- 2003年（平成15年）7月18日 - 食品売場の営業時間を24時間営業へ変更。
- 2011年（平成23年）3月1日 - GMS事業の再編に伴い、運営会社がイオンリテールに吸収合併され「イオンもりの里店」へ店名変更。
- 2020年（令和2年）4月1日 - 本店を含む全国のイオン直営売場での無料レジ袋配布終了[3]。
- 2021年（令和3年）6月25日 - 館内テナントのペット用品店である「PETEMOもりの里店」が店名を変更し、リニューアルオープン。[4]

## フロアとテナント

### フロア概要
核店舗のイオンもりの里店と34の専門店で構成される。
| 階  | フロア概要         |
| --- | ------------------ |
| R階 | 屋上駐車場         |
| 2階 | 直営売場・専門店街 |
| 1階 | 直営売場・専門店街 |

※食品館前の駐車場のみ24時間利用可能。

### 主なテナント
1階
- ハニーズ（レディス）
- JACK（ファミリー）
- イルーシー300（雑貨）
- マクドナルド（ファストフード）
- はなまるうどん（うどん）
- サーティワンアイスクリーム（アイス）
- PETEMO/ペテモ（ペット）
- ドコモショップ（携帯電話）

2階
- kimono錦（呉服）
- キャンドゥ（100円ショップ）
- 未来屋書店（書籍）
- モーリーファンタジー（アミューズメント）

※テナント情報は2022年4月時点
出店テナント全店の一覧詳細情報は公式サイト「専門店」「フロアガイド」を、営業時間およびATMを設置している金融機関の詳細は公式サイト「営業時間」を参照。

## アクセス

### バス
- 北陸鉄道
  - 48・53・88・94・96～99系統「若松（旭町経由）」バス停留所（徒歩2分）
  - 92・93系統「若松（鈴見経由）」バス停留所（徒歩4分）

### 自動車
- 北陸自動車道 - 金沢森本ICより約16分、金沢東ICより約18分

### 駐車場
当施設の駐車場は、1,577台利用可能である。
| 施設駐車場 | 駐車台数 | 駐車可能時間                  | 備考                           |
| ---------- | -------- | ----------------------------- | ------------------------------ |
| 平面駐車場 | 1,250    | 9:00 - 23:00 24時間(食品館前) | 食品館前駐車場のみ24時間利用可 |
| 屋上駐車場 | 327      | 9:00 - 23:00                  |                                |

## 近隣施設
- 金沢大学角間キャンパス
- V･Drug杜の里店
- DCM
- ユニクロ金沢杜の里店
- 北陸銀行杜の里支店
- アルビス田上店・杜の里店
- 北国銀行杜の里支店